# C6orf89
C6orf89 (англ. Chromosome 6 open reading frame 89) – білок, який кодується однойменним геном, розташованим у людей на короткому плечі 6-ї хромосоми. Довжина поліпептидного ланцюга білка становить 347 амінокислот, а молекулярна маса — 39 870.
| 10         |  | 20         |  | 30         |  | 40         |  | 50         |
| ---------- |  | ---------- |  | ---------- |  | ---------- |  | ---------- |
| MDLAANEISI |  | YDKLSETVDL |  | VRQTGHQCGM |  | SEKAIEKFIR |  | QLLEKNEPQR |
| PPPQYPLLIV |  | VYKVLATLGL |  | ILLTAYFVIQ |  | PFSPLAPEPV |  | LSGAHTWRSL |
| IHHIRLMSLP |  | IAKKYMSENK |  | GVPLHGGDED |  | RPFPDFDPWW |  | TNDCEQNESE |
| PIPANCTGCA |  | QKHLKVMLLE |  | DAPRKFERLH |  | PLVIKTGKPL |  | LEEEIQHFLC |
| QYPEATEGFS |  | EGFFAKWWRC |  | FPERWFPFPY |  | PWRRPLNRSQ |  | MLRELFPVFT |
| HLPFPKDASL |  | NKCSFLHPEP |  | VVGSKMHKMP |  | DLFIIGSGEA |  | MLQLIPPFQC |
| RRHCQSVAMP |  | IEPGDIGYVD |  | TTHWKVYVIA |  | RGVQPLVICD |  | GTAFSEL    |

A: Аланін

C: Цистеїн

D: Аспарагінова кислота

E: Глутамінова кислота

F: Фенілаланін

G: Гліцин

H: Гістидин

I: Ізолейцин

K: Лізин

L: Лейцин

M: Метіонін

N: Аспарагін

P: Пролін

Q: Глутамін

R: Аргінін

S: Серин

T: Треонін

V: Валін

W: Триптофан

Задіяний у такому біологічному процесі, як альтернативний сплайсинг. 
Локалізований у цитоплазмі, ядрі, мембрані, апараті гольджі.